# Emanuel Kummer
Emanuel (Mani) Kummer (Amsterdam, 19 november 1926 – Leiden, 10 augustus 2016) was een Nederlandse prozaschrijver, literair vertaler en literatuurwetenschapper. Hij was onder andere bekend als vertaler van Reis naar het einde van de nacht van Louis-Ferdinand Céline, waarvoor hem in 1972 de Martinus Nijhoff Vertaalprijs werd toegekend.

## Biografie
Kummer werd geboren als zoon van een Nederlandse vader en een Franse moeder. Na de Tweede Wereldoorlog woonde hij enkele jaren in Frankrijk. Korte tijd trad hij daar in dienst van het Vreemdelingenlegioen en werd hij in Indo-China gelegerd.
Hij studeerde Frans in Nederland en werd vervolgens docent bij de Faculteit Letteren van de Leidse universiteit. In 1985 promoveerde Kummer bij professor Sem Dresden op het literair-sociologische proefschrift Literatuur en ideologie. Proust en Ter Braak.
In 1990 debuteerde Kummer als romanschrijver met Afscheid in Meudon, in 1994 gevolgd door Helden zijn zwart.
Hij was de vader van rugbyspeler Yves Kummer.

### Vertaling
- Louis-Ferdinand Céline: Reis naar het einde van de nacht (1968). Hierbij gebruikte Kummer de schrijversnaam ‘E.Y. Kummer’, waarbij de initiaal Y staat voor zijn vrouw Yvonne Kummer-Bitter, uit waardering en dank voor haar zorgvuldige controle van de vertaling.[6]

### Publicaties
- In de schaduwen van Kaleis' proza (In: Maatstaf. Jaargang 17, 1969-1970)
- Zeg 't tegen Frankrijk!’ (In: Maatstaf. Jaargang 20, 1972-1973)
- Dromen onder de helm (In: Maatstaf. Jaargang 20, 1972-1973)
- De list van de roman (In: Maatstaf. Jaargang 22, 1974)
- Voor de Clinge Doorenbosch van het Hollands Maandblad (In: Maatstaf. Jaargang 23, 1975)
- Céline aux Pays-Bas (In: Australian Journal of French Studies vol. 13, 1976)
- The rhetoric of fiction van Wayne C. Booth in de praktijk (met P.F. Schmitz, In: Forum der Letteren. Jaargang 1976)
- Over De avonden van Gerard Kornelis van het Reve (met Herman Verhaar, Aspekt, 1976)
- Vijf brieven van Alexander Cohen (met Ronald Spoor, In: Tirade. Jaargang 20, nrs. 211-220, 1976)
- Alexander Cohen als anarchist (In: Maatstaf. Jaargang 24, 1976)
- Alexander Cohen (2) (In: Maatstaf. Jaargang 25, 1977)
- Alexander Cohen (3) (In: Maatstaf. Jaargang 25, 1977)
- Vragen aan Stuiveling (met Eep Francken, In: Over Multatuli. Delen 3-4, 1979)
- Vragen aan Stuiveling - een aanvulling (met Eep Francken, In: Over Multatuli. Delen 3-4, 1979)
- Multatuli: aforisticus van de waarheid (In: Over Multatuli. Delen 3-4, 1979)
- Literatuur als ideologische interpretatie van de werkelijkheid (In: Forum der Letteren. Jaargang 1979)
- Mort à crédit (In: Tirade. Jaargang 24 nrs. 252-261, 1980)
- Garmt Stuiveling ter ere (met Eep Francken, In: Over Multatuli. Delen 9-10, 1982)
- Van de redaktie (met Eep Francken, In: Over Multatuli. Deel 11, 1983)
- Enkele aspecten van een ideologische analyse (met Menno ter Braak, In: Bzzlletin. Jaargang 12, 1983-1984)
- In memoriam Garmt Stuiveling (met Eep Francken, In: Over Multatuli. Delen 14-15, 1985)
- Literatuur en ideologie (Huis aan de drie grachten, 1985)
- Discussie en commentaar (met René Marres, In: Forum der Letteren. Jaargang 1986)
- Zwoegen op 's werelds moeilijkste teksten. Het omstreden levenswerk van Thérèse Cornips (In: De Groene Amsterdammer, 19 maart 1986.)
- Onze voorouder: Multatuli, onafhankelijk weekblad (In: Over Multatuli. Delen 18-19, 1987)
- Onze voorouder: Multatuli, onafhankelijk weekblad (In: Over Multatuli. Delen 20-21, 1988)
- Kritisch denken (In: Literatuur. Jaargang 6, 1989)
- Einde koppelkoers (met Eep Francken, In: Over Multatuli. Delen 24-25, 1990)
- Multatuli tussen fallus en vagijn (In: Over Multatuli. Delen 24-25, 1990)
- Afscheid in Meudon (Nijgh & Van Ditmar, 1990)
- Duparc (In: Maatstaf. Jaargang 39, 1991)
- Opinie (met Mieke Bal, In: Literatuur. Jaargang 10, 1993)
- Bagatelles pour un Massacre Een biologisch-racistische poëtica (In: Bzzlletin. Jaargang 23, 1993-1994)
- Critici onder invloed (In: Parmentier. Jaargang 6, 1994-1995)
- Literatuur-recensies (In: Literatuur. Jaargang 11, 1994)
- Helden zijn zwart (Nijgh & Van Ditmar, 1994)
- Laat de Nixers tot ons komen (In: Mekka. Jaarboek voor lezers. Jaargang 1995)
- De Zangen van Maldoror (In: De Revisor. Jaargang 22, 1995)
- Elsschot zakt toch voor zijn tentamen (In: Literatuur. Jaargang 15, 1998)
- Een briljante boef Hermans over Céline (In: De Revisor. Jaargang 29, 2002)
- Tonton Georges (In: De Revisor. Jaargang 33, 2006)
- Céline, een briljante boef (Aspekt, 2006)
- Ik, Gallobataaf (In: De Revisor. Jaargang 34, 2007)

## Bekroningen
- 1972: Martinus Nijhoff Vertaalprijs (voor Louis-Ferdinand Céline: Reis naar het einde van de nacht).

- Digitale Bibliotheek voor de Nederlandse Letteren: kumm001
- International Standard Name Identifier: 0000 0001 1660 5619
- Virtual International Authority File: 65390653